# Frontera entre Bulgària i Macedònia del Nord
La frontera entre Bulgària i Macedònia és la frontera internacional entre Bulgària, estat membres de la Unió Europea, i l'antiga república iugoslava de Macedònia.

## Traçat
La frontera comença al nord, al trifini entre Sèrbia, Macedònia i Bulgària. A continuació, transcorre en direcció sud-oest a través dels passos de muntanya de Velbuzhdi (1193 m) i Dewe Bair (1192 m) a l'oest del poble de Gjueszevo (Bulgària), el pic Rujen (2256 m d'altitud) a la planura d'Ossogovo. Arriba al pas de Delčevski (1302 m) a les muntanyes de Vlatxina (oest de Blagoevgrad), pren la direcció sud discorre per Czengine (1744 m) i la planura de Maleszevska. Arriba a l'Ograżden, després travessa el riu Strumica i acaba al trifini de Macedònia, Grècia i Bulgària (Mont Tumba 1880 m) als Belasica.

## Història
El territori macedoni va formar part de l'Imperi Otomà fins que va passar al regne de Sèrbia després de les guerres balcàniques. Tot i que disputat per Bulgària, després de la Primera Guerra Mundial el territori macedoni passà a formar part del Regne dels Serbis, Croats i Eslovens. Durant la Segona Guerra Mundial el regne de Bulgària va ocupar Macedònia. Després de la guerra aquesta va ser la frontera entre la República Popular de Bulgària i la República Socialista de Macedònia, que formava part de la República Socialista Federal de Iugoslàvia. Després de la dissolució de Iugoslàvia en 1991 aquesta va ser la frontera entre Bulgària i la nova República de Macedònia. Amb l'ingrés de Bulgària a la Unió Europea el 2004, aquesta és una de les fronteres exteriors de la UE.